# Mənzər Ismayılova
Mənzər Ismayılova (* in Şəki, Aserbaidschan) ist die erste Geistliche in Aserbaidschan, die die Genehmigung erhielt, als Pfarrerin in der evangelisch-lutherischen Gemeinde zu arbeiten.

## Leben
Mənzər Ismayılova  absolvierte eine Maschinenbauschule und arbeitete acht Jahre lang in ihrem Beruf. Nachdem sie zufällig die Lehren des christlichen Glaubens kennengelernt hatte, verspürte sie plötzlich den außerordentlichen Wunsch, dessen Grundlagen zu lernen. Damals gab es in ihrer Heimatstadt keine lutherische Gemeinde, und sie musste jede Woche den weiten Weg nach Baku und zurück auf sich nehmen, um die Gottesdienste zu besuchen, die von ausländischen Pfarrern sonntags in der Orgelmusikhalle, in Baku gehalten wurden. Dies gab ihr den Anstoß und beeinflusste ihren Wunsch, eine Gemeinde in ihrer Heimatstadt zu gründen. Allerdings war es für diejenigen, die Lutheraner werden wollten, notwendig, sich taufen zu lassen. Nun besuchte sie zusammen mit anderen aserbaidschanischen Frauen weiterhin die Gottesdienste in Baku.
Nach der Taufe und Konfirmation (Empfang der Erstkommunion) durch den Bischof der Evangelisch-Lutherischen Kirche von Georgien, G. Gumel, der ursprünglich aus Tiflis stammt, entschied sie sich schließlich, sich dem Dienst an Gott und den Menschen zu widmen. Im Jahr 2001 trat Ismayılova nach einer Empfehlung des Bischofs von Georgien per Fernstudium in das Theologische Seminar der Evangelisch-Lutherischen Kirche in St. Petersburg ein.
Im Jahr 2002 schloss sie die Grundkurse ab und beschloss, sich als Vollzeitstudentin einzuschreiben. Die norwegische Hilfsorganisation erklärte sich bereit, ihre Studiengebühren zu übernehmen. Von 2003 bis 2006 machte sie ihr Gemeindepraktikum in der Evangelisch-Lutherischen Kirche in der Region Kaliningrad in Russland und entschied sich trotz der Möglichkeiten, in ihr Heimatland zurückzukehren, wo sie in Zukunft ein Waisenhaus aufbauen möchte. Nach ihrer Rückkehr in ihre Heimat kümmerte sie sich um Kinder in einem Waisenhaus in Sheki.
Nach dem Sakrament der Ordination verfügen die Lutheraner in Aserbaidschan über eine Pfarrerin, die befugt ist, alle Gottesdienste der lutherischen Kirche zu leiten, wodurch die Notwendigkeit entfällt, ausländische Pastoren für die Gemeinden einzuladen.